# Lozorno
Lozorno is een Slowaakse gemeente in de regio Bratislava, en maakt deel uit van het district Malacky.
Lozorno telt 2805 inwoners.

## Geboren
- Anton Tkáč (1951-2022), baanwielrenner